# Rappenseekopf
De Rappenseekopf is een 2467 meter hoge berg in de Allgäuer Alpen. Hij ligt op de grens tussen Duitsland en Oostenrijk, ten zuiden van de Rappensee en ten oosten van de Hochrappenkopf.
Onderaan de Rappenseekopf ligt de Rappensee en de Rappenseehütte van waaruit de beklimming naar de Rappenseekopf ongeveer één uur duurt.